# Anton Raaff

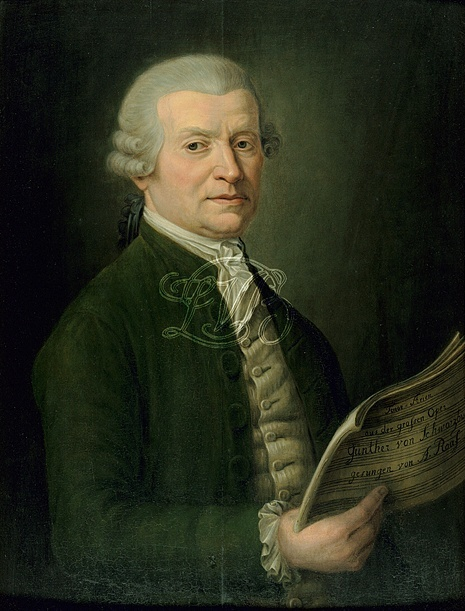
Anton Raaff porträtterad av Clemens August Josef Philippart.

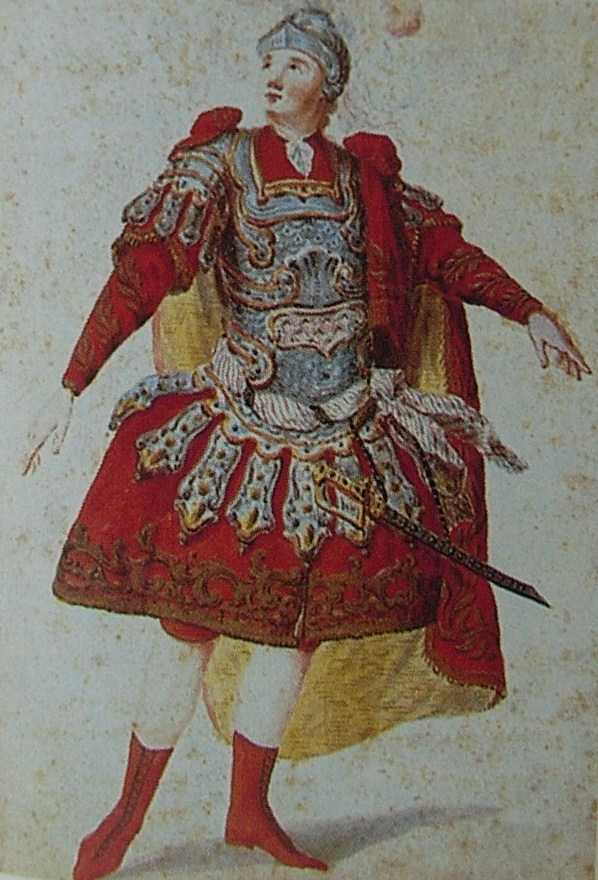
Anton Raaff i titelrollen i Mozarts opera Idomeneo.

Anton Raaff, född 6 maj 1714 i Gelsdorf, död 17 maj 1797 i München, var en tysk sångare (tenor).
Raaff var son till Johannes Raaff och Anna Margarethe Raaff, född Koch. Föräldrarna var vid sonens födelse bosatta i Gelsdorf i hertigdömet Jülich men flyttade kort därefter till det närbelägna Holzem, där fadern arbetade som förvaltare hos Max Hattard Waldbott von Bassenheim, en hög hovfunktionär hos kurfursten av Köln. Raaff skickades som ung till jesuiternas gymnasium i det närbelägna Bonn. Det var i detta som Raaff först fick tillfälle att utveckla sin begåvning som sångare, och han framträdde redan i 12-årsåldern vid scenframträdanden i skolans regi. Eventuellt var det vid ett av dessa tillfällen som Raaff skall ha upptäckts av sin blivande beskyddare, furstbiskopen och kurfursten Clemens August av Bayern.
Efter sin skolgång livnärde sig Raaff inledningsvis som hovmästare på Burg Gudenau men framträdde samtidigt regelbundet som konsertsångare, och 1736 anställdes han som "Hof- und Cammermusicus" vid hovet i Bonn. Han saknade dock ännu formell musikalisk skolning, men fick nu tillfälle att åka till Italien för sångstudier under kastraten Antonio Bernacchi, där han kompletterade sin naturliga begåvning med en mycket hög grad av teknisk skicklighet. På återfärden från Italien till Bonn fick han tillfälle att framträda vid kröningsmässan för den nye tysk-romerske kejsaren Karl VII i domen i Frankfurt (1742).
Raaff tillbringade de följande sju åren i Bonn innan han begav sig först till Wien (där han hade publika framgångar vid Maria Teresias hov) och sedan åter Italien samt vidare till hoven i Lissabon (1752), Madrid (1755–1759) och Neapel (1760–1770). I Madrid lärde han känna den berömde kastraten Farinelli, vilket resulterade i en livslång vänskap. År 1770 kallades Raaff hem till Tyskland genom kurfursten Karl Theodor av Pfalz, vars hov i Mannheim var ett av det dåtida Europas viktigaste musikcentra. Här framträdde Raaff bland annat i Günther von Schwarzburg, den första tyskspråkiga operan, och lärde 1778 känna den unge Mozart. Trots åldersskillnaden utvecklades en vänskap mellan sångaren och kompositören och den senare skrev år 1781 sin opera Idomeneo särskilt för Raaff, vilken här som 67-åring fick en av sina sista stora scenframgångar. Härefter sjöng han främst i kyrkor samt verkade som sångpedagog i München, dit han flyttat i samband med Karl Theodors upphöjelse till kurfurste även av Bayern.
Den samtida violinvirtousen Giuseppe Tartini beskrev Raaff som sångare med orden "hans sång var föreningen av två änglar: moralens och den närapå perfekta musikens".